# Ixia collina
Ixia collina är en irisväxtart som beskrevs av Peter Goldblatt och Deirdré Anne Snijman. Ixia collina ingår i släktet Ixia och familjen irisväxter. Inga underarter finns listade i Catalogue of Life.